# Änglagård (film)
Änglagård è un film svedese del 1992 diretto da Colin Nutley, presentato fuori concorso alla 45ª edizione del Festival di Cannes.

## Trama
Änglagård è il nome dato a un antico edificio rurale costruito nella provincia del Västergötland, di proprietà  di Erik Zander. Anziano, muore improvvisamente senza lasciare eredi. Axel Flogfält, l'uomo più ricco del paese, crede di potere acquistare i lasciti di Erik procurandosi un ottimo affare, ma nel giorno del funerale si presenta la nipote a tutti sconosciuta, Fanny, unica erede di Änglagård. La ragazza è accompagnata dall'amico Zac, dichiaratamente omosessuale che porta scompiglio nella tranquilla vita di provincia, dove gli abitanti rifiutano qualsiasi apertura alla modernità. L'unica persona che li accoglie amichevolmente è l'anziano Gottfrid Pettersson, che vive con il fratello Ivar a cui si aggiunge in loro aiuto il pastore Henning Colmer.
Il vero motivo della presenza di Fanny in paese non è però la richiesta di eredità, ma la ricerca del padre mai conosciuto.

## Riconoscimenti
Guldbagge - 1993
Miglior film
Miglior regista a Colin Nutley
Candidatura a miglior attrice a Helena Bergström
Candidatura a migliore fotografia a Jens Fischer